# 富田英典
富田 英典（とみた ひでのり、1954年6月25日 - ）は、日本の社会学者、関西大学社会学部名誉教授。
大阪生まれ。立命館大学産業社会学部卒業後、関西大学大学院社会学研究科で学ぶ。神戸山手女子短期大学専任講師、同助教授、佛教大学社会学部助教授、同教授を経て、2007年より現職。電話文化研究、携帯電話文化研究を進めている。ユーモアと風刺の効いた新聞等のコラムでも知られている。第13回（1997年）電気通信普及財団賞（テレコム社会科学賞）奨励賞、第1回（2002年）ドコモ・モバイル・サイエンス賞（社会科学部門）奨励賞を受賞。

## 著書

### 単著
- 『声のオデッセイ――ダイヤルQ2の世界-電話文化の社会学』（恒星社厚生閣, 1994年）
- 『富田英典の「嘉門達夫」で社会学――愛とパロディーの若者文化』（東洋館出版社, 1999年）
- 『インティメイト・ストレンジャー　「匿名性」と「親密性」をめぐる文化社会学的研究』』（関西大学出版部, 2009年）

### 共著
- （藤本憲一・岡田朋之・松田美佐・高広伯彦）『ポケベル・ケータイ主義!』（ジャストシステム, 1997年）

### 共編著
- （藤村正之）『若者たちの東京・神戸90's（展開編）みんなぼっちの世界』（恒星社厚生閣, 1999年）
- （森谷健）『社会学フォーラム/落ち着かない「私」と「社会」』（福村出版, 2000年）
- （南田勝也・辻泉）『デジタルメディア・トレーニング――情報化時代の社会学的思考法』（有斐閣, 2007年）

### 訳書
- ジェームズ・E・カッツ、マーク・A・オークス編『絶え間なき交信の時代――ケータイ文化の誕生』（NTT出版、2003年）